# Gospoda świąteczna
Gospoda świąteczna (tytuł oryginalny Holiday Inn) – amerykański film fabularny (musical) z 1942 roku z Bingiem Crosbym, Fredem Astaire'em i Virginią Dale w rolach głównych.
W ścieżce muzycznej filmu wykorzystano piosenkę świąteczną White Christmas Irvinga Berlina w wykonaniu Binga Crosby'ego, za którą film zdobył Oscara w kategorii „Najlepsza piosenka”.

## Opis fabuły
Jim, Ted i Lila tworzą nowojorski tercet taneczno-wokalny. Obaj mężczyźni kochają Lilę i pragną ją poślubić. Jim oferuje jej sielankę na wsi, natomiast Ted – szybki rozwój kariery. Lila wybiera karierę. Zrozpaczony Jim wycofuje się z zawodu i postanawia, że sam zamieszka na wsi. Szybko się jednak rozczarowuje i w Wigilię Bożego Narodzenia zjawia się w Nowym Jorku, by przedstawić swoim przyjaciołom nowy pomysł – chce przekształcić swoją posiadłość w gospodę, czynną tylko w święta.

## Obsada
- Bing Crosby jako Jim Hardy
- Fred Astaire jako Ted Hanover
- Marjorie Reynolds jako Linda Mason
- Virginia Dale jako Lila Dixon
- Walter Abel jako Danny Reed
- Louise Beavers jako Mamie
- Irving Bacon jako Gus